# Вуїч Микола Васильович
Микола Васильович Вуїч (1765–1836) — російський військовий діяч, генерал-лейтенант.

## Життєпис
Походив із сербської шляхти з обер-офіцерських дітей. Його предки переселились до Росії в середині XVIII століття. На військову службу вступив 12 грудня 1777 до Охтирського гусарського полку. 8 квітня 1787 був переведений до Білоруського єгерського корпусу, отримавши звання ад'ютанта з чином прапорщика.
Відзначився у російсько-турецькій війні 1787—1791 років, зазнав кульового поранення у праву ногу. За штурм Ізмаїла отримав звання капітана. За відзнаку у боях проти польських конфедератів отримав чин секунд-майора. Командував 11-им єгерським полком (з 10 вересня 1800, із перервою з 27 березня до 28 серпня 1803). Звання полковника отримав 18 вересня 1803.
23 червня 1806 став шефом 25-го єгерського полку, що формувався, та у його складі брав участь у головних боях з французами під час кампаній 1806—1807 років. Зазнав поранення картеччю, а 26 листопада 1806 був нагороджений орденом Святого Георгія 4 ступеня, а 20 травня 1808 — орденом Святого Георгія 3 ступеня.
Під час війни зі шведами командував російським загоном на Аландських островах, був заблокований з моря силами противника, що мав перевагу, та був змушений здатись у полон. Після укладення миру постав перед військовим судом та був виправданий.
12 березня 1812 був призначений шефом 19-го єгерського полку та командиром бригади 24-ї піхотної дивізії. Бився під Вітебськом, Смоленськом в ар'єргарді об'єднаних армій. У Бородінській битві сперечався за міст через річку Колочу та брав участь у контратаці на «батарею Раєвського». 21 листопада 1812 отримав звання генерал-майора. У другому періоді війни брав участь у штурмі Вереї, та кривавій битві за Малоярославець, у боях під Красним. 30 березня 1813 був нагороджений орденом Святого Георгія 3-го ступеня.
У травні 1813 прийняв командування 24-ю піхотною дивізією. Брав участь у битві під Лейпцигом та у багатьох інших боях. 1814 завершив війну під стінами Парижа.
27 листопада 1816 отримав посаду начальника 24-ї піхотної дивізії, а 11 листопада 1827 — начальника 18-ї піхотної дивізії. Звання генерал-лейтенанта отримав 12 грудня 1824.